# Peace@Pieces
《Peace@Pieces》(피스 어 피시즈)는 《일곱빛깔★드롭스》 등을 제작한 유니존시프트에서 발매한 '학원 연애 달콤한 코미디 모에 시츄에이션 H 어드벤처' 미소녀 게임이다. 캐릭터 디자인과 원화는 《스즈미야 하루히 시리즈》와 《작안의 샤나》 등으로 유명한 이토 노이지가 맡았다. 2007년에는 본작과 팬디스크의 어나더 스토리 일부분을 추가한 염가판을 《Peace@Pieces+원 모어@피시즈 Special Memorial Edition》이라는 이름으로 발매하고 있다.
사신 후보생과 그에 관련된 모든 사람의 이름에는 '아' 행의 글자가 한 글자씩 포함되어 있으며, 그들의 이름을 영어로 표기할 때는 'A'를 '@'로 표기한다(예: HIK@RU, N@GI 등).

## 줄거리
여학교에서 최근 남녀공학화된 '사립 유우카 종합학원(私立遊華総合学園)'에서 근무하고 있는 신입 교사 무라카미 히사토(村上久斗)가 맡은 반에 전학 온 소녀, 모모세 히카루(百瀬玉). 그녀는 사신이 되기 위해 견습생으로써 현세에 오게 된 사신 후보생(피시즈)이었던 것이다.
그 날 밤, 히카루는 교내에 숨어들어온 혼을 정화하기 위해 자신의 무기인 쌍권총을 들고 학교에 잠입한다. 그러나 쌍권총을 갑자기 나타난 히사토의 가슴에 잘못 쏴 버린다. 다행히 생명에 이상은 없었지만, 그것을 계기로 히사토에게는 사신이라 혼령이 보이는 체질이 된다. 그로 인해 히사토는 히카루 이외의 사신 후보생이 있다는 것들이나 이 학교가 후보생들의 훈련 및 견습으로 사용된다는 것을 알게 되며, 사신 후보생들의 견습활동에 말려들게 된 것이다….

## 등장인물
무라카미 히사토(村上 久斗)
생일 3월 30일, 키 182cm, 체중 72kg, 혈액형 A
본작의 주인공으로, 출산 휴가를 간 교사의 대리로 유우카 종합 학원에 부임하게 된 신입교사.
공학화되었다고는 하지만, 아직은 여전히 여학생의 수가 압도적으로 많은 이 학교에서 멋진 만남을 기대하고 있으면서도, 직원회의나 수업에 지각하는 일이 많은 등 교사로써의 위엄이 거의 없기 때문에, 반 여학생들로부터는 교사로 인식되고 있지 않다. 하지만 호마레만큼은 '제법 인기가 있다'고 해 주는 듯.
'악마'라고 불리는 이브리스의 영혼이 잠들어 있다. 본인은 자각하지 못하지만, 대부분의 히로인 루트 최후에서 이브리스가 각성하여, 히로인마다 각각이 다른 결말을 맞게 된다. 일부 캐릭터의 루트에서는 각성하는 일 없이 엔딩을 맞게 되지만, 이브리스의 혼이 어떻게 되었는지는 불명.
안즈의 말에 따르면 '세계를 재창조할 정도로 강력한 힘'을 가지고 있는 듯하며, 천사들은 그 힘을 사용하여 자신들이 살기 좋은 세계로 바꾸려고 하고 있다.

### 메인 히로인
모모세 히카루(百瀬 玉)
성우 : 아구미 오토
생일 9월 26일, 키 151cm, 체중 45Kg, 혈액형 O
메인 히로인. 뒤떨어진 사신 후보생으로, 쌍권총 'Lies&Truth'를 무기로 들고 다니며 사신 후보생 견습에 여념이 없다. 하지만 사격 실력은 별로(총을 들면 어째서인지 한 쪽은 히사토에게 겨누게 된다). 밝고 활기찬 성격으로, 마음을 스트레이트하게 밖으로 나타내는 타입.
나기와 함께 학교에 편입할 생각이었지만, 길을 잃어버렸기 때문에 반 년 이상 늦어서 편입하게 될 정도로 상당한 덜렁이다. 하지만 요리에는 능숙하다. 애칭은 타마(이름인 玉을 그대로 읽으면 타마가 된다).
사신이 되기로 한 이유는 전생의 친구인 '렌'을 찾기 위해서이다.
사신 후보생으로써의 특수능력은 '시간을 조작하는 힘'.
'모모세'는 어머니의 옛 성을 땄으며, 아버지는 타카나시 가의 사람이다.
아키즈키 나기(秋月 凪)
성우 : 마키 이즈미
생일 12월 23일, 키 149cm, 체중 43Kg, 혈액형 AB
또 하나의 메인 히로인. 히카루와 같이 사신 후보생으로 유우카 종합학원에 편입해 왔다. 메카부 소속으로, 혼의 정화는 자신이 직접 제작한 깜짝두근 메카를 사용해 한다.
성적은 학년 상위권으로, 어려운 과학 문제를 한 번에 풀 정도로 두뇌가 명석하다. 하지만 '마지막에는 폭발하는 것이 메카의 미학'이라고 말하면서 자신의 메카에 늘 자폭장치를 붙이는 등의 현실과는 동떨어진 행동을 하는 일도 적지 않아 많다. 그 때문에 히카루와 함께 뒤떨어진 사신 후보생이 된다.
케이크 가게 '라임라이트'에서 아르바이트를 하면서 살고 있다.
단순히 멍하게 있는 경우도 있지만, 겉으로 보면 어른스럽고 냉정침착한 모습. 종종 안경을 쓰기도 한다.
사신 후보생이 되기 전의 기억을 잃어버렸기 때문에, '나기'라는 이름도 데스 선생이 붙여준 것이다. 데스 선생 왈, 심상치 않은 죽음을 맞았던 것 같다.
생전의 이름은 '렌'. 즉, 히카루가 사신이 되어서 찾으려고 했던 '렌' 본인이다. 데스 선생이 말하는 '심상치 않은 죽음'이란, 어릴적 히카루의 힘을 노리고 내습한 이브리스로부터 히카루를 구하기 위해 자신이 미끼가 되어 죽었다는 것이다.
본편에서는 그녀의 루트만 사신이 된 후의 모습이 그려진다.
사신 후보생으로써의 특수능력은 '공간을 조작하는 힘'.
팬디스크에서 그려진 후일담에서는, 히사토의 방에서 동거하고 있는 모습이 엿보인다.
야마다 마리링(山田 まりりん)
성우 : 카네다 마히루
생일 11월 2일, 키 140cm, 체중 35Kg, 혈액형 B
메카부의 유령회원으로, 히카루나 나기와 같이 사신 후보생. 나기를 항상 졸졸 쫓아다니며, 그렇기 때문에 나기의 담임인 히사토에게는 적개심을 가지게 된다. 성으로 불리는 것을 싫어한다.
머리를 경단 모양으로 묶었으며, 그를 통해 '미케'와 '토라'라는 고양이의 사역마를 매달고 있게 된다.
히사토카 손으로 펜을 돌리는 모습을 보고 대단하게 생각하여 그에게 호의를 갖게 된다.
생전의 이름은 '메리・안토니아'. 작은 나라의 공주였지만 신하의 배반에 의해 살해되었다. 그 때문에 인간을 믿지 못하게 된다.
사신 후보생으로써의 특수능력은 '마력을 쫓아내는 힘'. 하지만 그녀는 아직 능력을 각성하지 않았고, 그 때문에 자신이 가치가 없다고 생각한다. 그래서 미케와 토라의 힘을 빌려 자신이 많은 힘을 가지고 있다고 다른 사람들에게 보여주고 싶어 한다.
타카나시 호마레(小鳥遊 誉)
성우 : 후카
생일 9월 26일, 키 153cm, 체중 48Kg, 혈액형 O
히카루와 나기의 반 친구. 양갓집 규수로, 히사토와는 집이 가까워서 소꿉친구로 지냈다. 지금까지도 둘만 있을 때에는 히사토를 '오빠'라고 부르고 있다.
다도부(다만 부원이 적기 때문에, 정확하게는 부가 아니라 동호회) 소속. 일본도에 관해 상당한 지식을 가지고 있으며, 다도 실력도 상당하다. 동호회이지만 대회 등에서 거두는 성적은 좋기 때문에, 넓은 연습 공간을 받고 있다.
어릴 때부터 유령 같은 눈에 보이지 않은 존재를 보는 것이 가능했기 때문에, 사신 후보생들의 존재도 이른 단계에 눈치채고 있었다.
입맛이 매우 독특하여, 그녀가 요리를 하면 엉망진창의 이상한 것이 튀어나온다(그 원인은 어릴 적 히사토가 한 말이며, 이것은 팬디스크에서 밝혀진다).
스토리 중반에서 그녀가 히사토에게 키스한 일 때문에, 이브리스의 힘 일부가 그녀에게 옮겨간다. 히카루, 나기, 안즈 루트에서는 이브리스에게 몸을 조작당해 그의 부활을 돕고 만다. 호마레, 마리링 루트에서는 그것이 원인이 되어 쇠약해져 버린다. 호마레 루트 최후에서는, 히사토에게 프로포즈를 받아 눈물을 흘리며 OK했다.
팬디스크에서는 본편의 후일담이 그려지며, 결혼 전야가 메인으로 묘사된다.
안즈(杏)
성우 : 나츠노 히마와리
생일 3월 25일, 키 144cm, 체중 37Kg, 혈액형 불명
학교의 교회에서 일하고 있는 수녀. 빗자루를 들고 학교 안을 청소하는 일이 많으며, 히사토와 만날 때마다 '외출하세요?'하고 말을 걸어 온다. 자칭 사신 후보생 중 하나.
마음 약한 성격으로, 히카루에게 뒤지지 않을 정도의 덜렁이. 히카루는 자신 혼자서 덜렁대는 일이 많은 반면, 안즈의 경우는 일에 휘말려들어 실수하는 일이 많다. 변신했을 때의 모습은 노출도가 높기 때문에, 그 모습이 보여지면 부끄러워한다.
진짜 이름은 안젤리카스라고 하며, 이브리스를 부활시키고 그의 힘을 사용해 세계를 바꾸려고 하는 천사 종족의 하나이다. '안즈'라는 이름은, 자신의 이름을 속이기 위해 스스로 고안한 것.
안즈 루트에서는 천사로써의 사명과, 히사토(이브리스)에 대한 연정 사이에서 고민하는 모습이 그려진다. 결과적으로 이브리스의 혼을 소멸시켜, 본래 모습을 되찾은 히사토에게 안기면서 만족한 듯한 미소를 띄우며 사라지게 된다. 그녀가 눈을 뜬 그 곳은, '자신이 히사토의 여동생'이라고 인식된 세계.
팬디스크에서는 그녀와 히사토의 그 후의 생활이 그려진다.

### 사신 후보생 관련 서브 캐릭터
데스 선생(デス先生)
성우 : 무네카와 쿄
히카루와 나기의 교관을 맡고 있는 사신. 외견은 작은 체구의 소녀이지만, 화나면 '보기만 해도 울어버릴 정도'로 무서워진다. 예리한 눈빛과 위압감으로 주위를 압도하며, 특히 히사토에게 있어서는 천적. 매운 것을 싫어한다.
히카루가 히사토를 쏜 사건 때문에, 히사토에게 사신 후보생 지원을 반 강제로 요청한다.
한때 교복을 입고 학교에 침입한 적도 있다.
같은 유니존시프트의 게임 《물망초 ~Forget-me-Not~》에 등장하는 에어리오와 동일인물.
피요(ぴよ)
성우 : 후카
생일 4월 20일, 키 약 10cm(인간일 때에는 146cm), 혈액형 불명
데스 선생과 행동을 같이하는 카나리아. 데스 선생과 계약하여, 보통은 데스 선생의 어깨 위에 앉아 있지만, 사람의 모습으로 변해서 단독으로 행동하기도 한다. 사신 후보생의 시험에서는 마리링을 담당하고 있다.
냉정하고 무감각한 데스 선생과는 대조적으로, 예의 바르고 언행이 부드럽다.
같은 유니존시프트의 게임 《물망초 ~Forget-me-Not~》에서 같은 이름의 새가 등장한다.

### 학생회 소속 서브 캐릭터
하나자와 쿄코(花澤 響子)
성우 : 호쿠토 미나미
생일 10월 26일, 키 156cm, 체중 ?Kg, 혈액형 B
미카의 쌍둥이 언니이자 학생회장. 학교 창시자의 손녀로 학교 이사장의 딸이기도 하다. 롤 머리를 하고 있으며 항상 장미를 흩날리며 등장하는 전형적인 아가씨 타입. 학원 내에서는 그 권력을 활용하여 제멋대로 행동하고 있고, 교사인 히사토에게도 고압적인 태도를 취한다. 또한, 같은 학교 창시자의 손녀인 호마레에게는 대항 의식을 불태우고 있다. 망상이 격하다.
하나자와 미카(花澤 美加)
성우 : 호쿠토 미나미
생일 10월 26일, 키 156cm, 체중 ?Kg, 혈액형 B
쿄코의 쌍둥이 여동생으로 학생회 부회장이자 풍기위원. 머리카락도 성격도 언니에 비해서는 어른스러우며, 언니와 함께 다니면서 그녀를 돕는다. 상식인이지만 그만큼 수고가 많은 사람.
하야카와 시노부(早川 忍)
성우 : 스즈미 토모에
생일 11월 22일, 키 165cm, 체중 ?Kg, 혈액형 A
학생회 서기. 하나자와 자매의 참모 역을 맡고 있으며, 냉정침착한 성격. 학생과 교사 전원의 얼굴과 이름을 기억할 정도로 기억력이 좋으며 엄청난 지식량의 소유자. 정보 처리 능력도 우수하며, 학생회에서의 실무를 모두 맡고 있다. 화학부의 부장이기도 하며, 부실에서 쥐를 키우는 면도 있다. 또한, 같은 안경소녀이자 이과계 과목에 강한 나기에게 대항 의식을 불태우고 있다.
같은 유니존시프트의 게임 《Flyable Heart》에 등장하는 하야카와 메구미의 언니.

### 기타 서브 캐릭터
아이하라 카즈요시(相原 一義)
성우 : Prof.시류
생일 10월 8일, 키 180cm, 체중 72Kg, 혈액형 O
히사토의 사촌 동생으로, 경박하고 여자를 좋아하며 풍기 위반과 정학의 상습범. 하지만 의외로 여학생들로부터 평판이 좋다.
요령이 좋고, 자주 히사토에게 귀찮은 일을 시키거나 하면서 자신은 쉬운 일만 쏙 해가기 때문에, 히사토에게 있어서는 성가신 녀석.

## 스태프
- 원안・원작 : @피스
- 시나리오 : 이치카와 칸
- 캐릭터 디자인・원화 : 이토 노이지
- 음악 : 미즈츠키 료

## 관련제품

### 소설
- 《Peace@Pieces》

2005년 8월 29일, 패미통 문고(엔터브레인) 발매（ISBN 978-4-7577-2395-5）
저 : 코바야시 마사치카, 일러스트 : 이토 노이지

### 일러스트・설정집
- 《Peace@Pieces ARTWORKS》

2005년 3월 30일, 미디어웍스 발매（ISBN 978-4-8402-2987-6）
저 : 전격 히메 편집부

### CD
- 《Peace@Pieces SOUNDTRACKS》

2005년 3월 25일 발매
게임 내에서 쓰인 BGM과 OST를 수록한 사운드트랙.